# Línea 710 (San Fernando)
La línea 710 es una línea de colectivos del Partido de San Fernando, siendo prestado el servicio por Empresa Ciudad de San Fernando S.A. Este transporte cuenta con SUBE.

## Recorridos
- Recorrido A – Ramal Fate – Villa del Carmen – Estación Virreyes – Aeródromo San Fernando
- Recorrido B – Ramal  Estación Virreyes – Estación Carupá
- Recorrido C – Ramal  Victoria – San Fernando
- Recorrido D – Ramal Canal San Fernando – Villa Jardin